# Herrarnas K-2 1000 meter i kanotsport vid olympiska sommarspelen 2008
Herrarnas K-2 1000 meter vid olympiska sommarspelen 2008 hölls på Shunyi Olympic Rowing-Canoeing Park i Peking. 

## Medaljörer
| Gren            | Guld                                   | Silver                                        | Brons                                               |
| K-2, 1000 meter | Tyskland Martin Hollstein Andreas Ihle | Danmark Kim Wraae Knudsen René Holten Poulsen | Italien Andrea Facchin Antonio Massimiliano Scaduto |

## Resultat

### Heat

#### Heat 1
| Placering | Kanotister                             | Land      | Tid      | Noteringar |
| --------- | -------------------------------------- | --------- | -------- | ---------- |
| 1         | Martin Hollstein, Andreas Ihle         | Tyskland  | 3:15.987 | QF         |
| 2         | Kim Wraae Knudsen, René Holten Poulsen | Danmark   | 3:18.709 | QF         |
| 3         | Philippe Colin, Cyrille Carre          | Frankrike | 3:18.968 | QF         |
| 4         | Kevin De Bont, Bob Maesen              | Belgien   | 3:21.604 | QS         |
| 5         | Shen Jie, Huang Zhipeng                | Kina      | 3:26.443 | QS         |
| 6         | José Giovanni Ramos, Gabriel Rodríguez | Venezuela | 3:31.569 | QS         |
| -         | Markus Oscarsson, Anders Gustafsson    | Sverige   | -        | DSQ        |

#### Heat 2
| Placering | Kanotister                                   | Land        | Tid      | Noteringar |
| --------- | -------------------------------------------- | ----------- | -------- | ---------- |
| 1         | Zoltán Kammerer, Gábor Kucsera               | Ungern      | 3:17.636 | QF         |
| 2         | Adam Seroczyński, Mariusz Kujawski           | Polen       | 3:18.282 | QF         |
| 3         | Andrea Facchin, Antonio Massimiliano Scaduto | Italien     | 3:18.897 | QF         |
| 4         | Mike Walker, Steven Ferguson                 | Nya Zeeland | 3:19.167 | QS         |
| 5         | Krists Straume, Kristaps Zaļupe              | Lettland    | 3:23.198 | QS         |
| 6         | Mika Hokajärvi, Kalle Mikkonen               | Finland     | 3:23.475 | QS         |
| 7         | Steven Jorens, Ryan Cuthbert                 | Kanada      | 3:29.037 | QS         |

### Semifinal
| Placering | Kanotister                             | Land        | Tid      | Noteringar |
| --------- | -------------------------------------- | ----------- | -------- | ---------- |
| 1         | Krists Straume, Kristaps Zaļupe        | Lettland    | 3:23.408 | QF         |
| 2         | Mike Walker, Steven Ferguson           | Nya Zeeland | 3:23.511 | QF         |
| 3         | Shen Jie, Huang Zhipeng                | Kina        | 3:24.031 | QF         |
| 4         | Kevin De Bont, Bob Maesen              | Belgien     | 3:24.148 |            |
| 5         | Steven Jorens, Ryan Cuthbert           | Kanada      | 3:26.635 |            |
| 6         | Mika Hokajärvi, Kalle Mikkonen         | Finland     | 3:27.018 |            |
| 7         | José Giovanni Ramos, Gabriel Rodríguez | Venezuela   | 3:27.423 |            |

### Final
| Placering | Kanotister                                   | Land        | Tid      | Noteringar |
| --------- | -------------------------------------------- | ----------- | -------- | ---------- |
|           | Martin Hollstein, Andreas Ihle               | Tyskland    | 3:11.809 |            |
|           | Kim Wraae Knudsen, René Holten Poulsen       | Danmark     | 3:13.580 |            |
|           | Andrea Facchin, Antonio Massimiliano Scaduto | Italien     | 3:14.750 |            |
| 4         | Zoltán Kammerer, Gábor Kucsera               | Ungern      | 3:15.049 |            |
| 5         | Mike Walker, Steven Ferguson                 | Nya Zeeland | 3:15.329 |            |
| 6         | Philippe Colin, Cyrille Carre                | Frankrike   | 3:16.532 |            |
| 7         | Krists Straume, Kristaps Zaļupe              | Lettland    | 3:19.387 |            |
| 8         | Shen Jie, Huang Zhipeng                      | Kina        | 3:22.058 |            |
| DSQ       | Adam Seroczyński, Mariusz Kujawski           | Polen       | 3:14.828 | DSQ        |